# Britta Heidemann
Britta Heidemann est une escrimeuse allemande née le 22 décembre 1982 à Cologne et pratiquant l'épée. Elle est triple médaillée aux Jeux olympiques : une fois en or et deux fois en argent.

## Carrière
La Colognaise a obtenu son plus grand succès lors des Jeux olympiques de Pékin (Chine), lorsqu’elle a battu la Roumaine Ana Maria Brânză et obtenu le titre olympique, quelques minutes seulement après que son compatriote Benjamin Kleibrink eut remporté la compétition au fleuret individuel hommes.
Avant cela, sa meilleure performance avait été une médaille d'or aux Championnats du monde 2007 en individuel. Aux Jeux olympiques d'été de 2004, elle avait remporté la médaille d'argent par équipes à l’épée avec ses coéquipières Claudia Bokel et Imke Duplitzer. Au cours de l’année 2006, elle avait aussi assuré la médaille de bronze aux Championnats du monde par équipes après avoir battu la Roumanie à l'épée avec ses coéquipières Imke Duplitzer, Claudia Bokel et Marijana Markovic.
L’épéiste a également un parcours scolaire atypique avec un penchant pour la Chine : en 1999, elle passe 3 mois comme étudiante à Pékin. Elle obtient son baccalauréat (Abitur) en 2001 dans sa ville natale à Cologne.
À présent elle poursuit des études de management en concentrant sa thèse sur le droit de l'environnement en Chine.

### Jeux olympiques de 2012
Le match entre l'Allemande Britta Heidemann et la Coréenne Shin A-lam, en demi-finales de l'évènement, a vu naître le premier scandale lié à l'arbitrage de ces Jeux olympiques.
La rencontre, serrée, se solde par une égalité, 5-5 au terme des 3 périodes règlementaires. L'enjeu a semblé peser sur l'agressivité des deux tireuses qui adoptent un comportement passif. La deuxième manche est écourtée pour non-combattivité, ainsi que le prévoit le règlement technique de la FIE. Les deux protagonistes se remettent en garde pour une ultime période de 3 minutes. Le score est alors de 2-1 pour l'Allemande. La rencontre se débride légèrement, et les deux adversaires marquent seules, sans coup double, l'une après l'autre. Heidemann perd son avantage d'une touche à trois reprises, mais reprend une touche d'avance à chaque égalité jusqu'à mener 5-4. Shin parvient à égaliser une dernière fois. Au terme du temps règlementaire, le score est de 5 partout.
Une prolongation d'une minute vient s'ajouter au temps règlementaire afin de départager les deux tireuses. Le tirage au sort donne la priorité à la Coréenne : si les deux tireuses sont à égalité au terme de cette prolongation, c'est elle qui se qualifiera pour la finale.
Heidemann est alors contrainte d'adopter une attitude plus offensive afin de faire la différence, mais Shin parvient à contrer son adversaire. Dans les dernières secondes, Heidemann tente sa chance à de nombreuses reprises, sans parvenir à toucher seule. Les deux adversaires enchaînent une série de 6 coups doubles, respectivement à 24, 15, 9, 5, 4 et 1 secondes du terme de la prolongation.
Les deux tireuses sont remises en garde. La dernière "seconde" du temps additionnel va compter 3 actions :
- Flèche[note 2] de Heidemann qui touche, contre-attaque[note 3] de Shin qui touche : coup double. Le chronomètre indique 1 seconde restante au terme de l'action
- Nouvelle flèche de Heidemann qui touche, contre-attaque de Shin qui touche : coup double. Le chronomètre indique toujours 1 seconde au terme de l'action. Quelques secondes plus tard pourtant, le chronomètre se remet à zéro, peut-être à la suite d'une erreur de la personne chargée du chronomètre. L'arbitre Autrichienne, Mme Csar, fait rajouter une seconde au chronomètre, tandis que le public, croyant l'assaut terminé, applaudit la victoire de la Coréenne.
- Fente et départ en flèche de Heidemann qui touche seule. Le chronomètre indique 1 seconde restante, la touche est validée, Britta Heidemann est déclarée vainqueur.

## Palmarès
- Jeux olympiques
  -  Championne olympique aux Jeux olympiques de 2008 à Pékin
  -  Médaille d'argent aux Jeux olympiques de 2012 à Londres
  -  Médaille d'argent par équipes aux Jeux olympiques de 2004 à Athènes
- Championnats du monde
  -  Médaille d'or lors des Championnats du monde d'escrime 2007 à Saint-Pétersbourg
  -  Médaille d'argent  par équipes aux Championnats du monde d'escrime 2010 à Paris
  -  Médaille d'argent par équipes aux Championnats du monde d'escrime 2003 à La Havane
  -  Médaille de bronze par équipes aux championnats du monde d'escrime 2009 à Antalya
  -  Médaille de bronze par équipes aux championnats du monde d'escrime 2008 à Pékin
  -  Médaille de bronze par équipes des championnats du monde d'escrime 2007 à Saint-Pétersbourg
  -  Médaille de bronze par équipes des championnats du monde d'escrime 2006 à Turin
  -  Médaille de bronze par équipes des championnats du monde d'escrime 2005 à Leipzig
  -  Médaille de bronze individuelle lors des Championnats du monde d'escrime 2002 à Lisbonne
- Championnats d'Europe
  -  Médaille d'or aux Championnats d'Europe d'escrime 2009 à Plovdiv
  -  Médaille d'argent aux Championnats d'Europe d'escrime 2011 à Sheffield
  -  Médaille d'argent aux Championnats d'Europe d'escrime 2008 à Kiev
  -  Médaille de bronze aux Championnats d'Europe d'escrime 2007 à Gand